# 第15回グラミー賞
第15回グラミー賞（15th Grammy Awards）は1973年3月3日にアメリカ・CBSテレビ系列でテネシー州ナッシュビルにあるライマン公会堂から生中継された。日本では後日TBS系列で中継録画された。

## 主要部門受賞者
- 年間最優秀レコード賞：愛は面影の中に（歌唱：ロバータ・フラック、プロデューサー：ジョエル・ドーン）
- 年間最優秀アルバム賞：バングラデシュ・コンサート（オムニバス、プロデューサー：フィル・スペクター&ジョージ・ハリスン）
- 年間最優秀楽曲賞：愛は面影の中に（歌唱：ロバータ・フラック、作詞：イワン・マッコール）
- 最優秀新人賞：アメリカ